# Aida Rostami
Aida Rostami (en persan : آیدا رستمی), née le 16 juillet 1986 et morte entre le 12 décembre 2022 et le 13 décembre 2022, est une médecin iranienne qui aurait été enlevée, torturée, battue à mort et tuée par les forces de sécurité de la république islamique d'Iran pour avoir traité des manifestants blessés lors des protestations à la suite de la mort de Mahsa Amini. Aida Rostami avait choisi de les soigner en cachette.

## Contexte
Des manifestations nationales, Femme, Vie, Liberté ont eu lieu en Iran, à la suite de la mort d’une femme de 22 ans, Mahsa Amini, arrêtée et tuée alors qu’elle avait été arrêtée par la police des mœurs du gouvernement iranien, le 16 septembre 2022. Au cours de ces manifestations, les forces de sécurité de la République islamique ont tué des centaines de manifestants et arrêté et blessé des milliers d’autres,. Les Iraniens blessés par les forces de sécurité lors des manifestations évitent de se faire soigner dans les hôpitaux de plus en plus dangereux du pays de peur d’être arrêtés, torturés, poursuivis ou assassinés,,.
Des médecins prêts à prendre des risques pour aider les blessés soignent les manifestants sur leur lieu de travail, chez les manifestants ou ailleurs,,. Aida Rostami soignait des manifestants blessés à Ekbatan à Téhéran et dans d’autres quartiers de l’ouest de Téhéran,.